# Orri Óskarsson
Orri Steinn Óskarsson (Reikiavik, Islandia, 29 de agosto de 2004) es un futbolista islandés que juega de delantero en la Real Sociedad de la Primera División de España.

## Trayectoria
Pasó por la academia del KR Grótta, en su Islandia natal. Debutó con el primer equipo el 18 de agosto de 2018, con 13 años y 354 días, cuando saltó al campo como suplente en el partido contra el IF Höttur, marcando dos goles en su debut en la victoria por 5-0. En total, jugó 3 partidos y marcó 3 goles en su primera temporada, en la que el club ascendió desde la tercera división bajo la dirección de su padre, Óskar Hrafn Þorvaldsson. Jugó 12 partidos de 22 y marcó un gol en la temporada siguiente en segunda división, en la que el Grótta ascendió de nuevo, esta vez a la máxima categoría. Tras la temporada, se anunció que Orri ficharía por el club danés del F. C. Copenhague en el verano de 2020.
Debutó como profesional con el F. C. Copenhague el 22 de mayo de 2022, durante el último partido de esa temporada: una victoria por 3-0 en casa contra el Aalborg B. K., sólo unos días antes de firmar la ampliación de su contrato con el campeón danés.
El 31 de enero de 2023, se incorporó al SønderjyskE Fodbold de la Primera División de Dinamarca en calidad de cedido por el resto de la temporada.
El 30 de agosto de 2024 abandonó definitivamente el equipo danés después de ser traspasado a la Real Sociedad y firmar un contrato hasta 2030.

## Vida personal
Su padre es el exfutbolista internacional y actual entrenador del Breiðablik, Óskar Hrafn Þorvaldsson. Su padre le dirigió mientras jugaba con Grótta tanto en las categorías inferiores como en el primer equipo.

## Estadísticas

### Clubes
Actualizado al último partido disputado el 6 de abril de 2025.
| Club                          | Div.          | Temporada     | Liga  | Liga  | Liga   | Copas nacionales | Copas nacionales | Copas nacionales | Copas internacionales | Copas internacionales | Copas internacionales | Total | Total | Total  |
| Club                          | Div.          | Temporada     | Part. | Goles | Asist. | Part.            | Goles            | Asist.           | Part.                 | Goles                 | Asist.                | Part. | Goles | Asist. |
| ----------------------------- | ------------- | ------------- | ----- | ----- | ------ | ---------------- | ---------------- | ---------------- | --------------------- | --------------------- | --------------------- | ----- | ----- | ------ |
| KR Grótta Islandia            | 3.ª           | 2018          | 1     | 2     | 0      | —                | —                | —                | —                     | —                     | —                     | 1     | 2     | 0      |
| KR Grótta Islandia            | 2.ª           | 2019          | 12    | 1     | 0      | —                | —                | —                | —                     | —                     | —                     | 12    | 1     | 0      |
| KR Grótta Islandia            | Total club    | Total club    | 13    | 3     | 0      | 0                | 0                | 0                | 0                     | 0                     | 0                     | 13    | 3     | 0      |
| F. C. Copenhague Dinamarca    | 1.ª           | 2021-22       | 1     | 0     | 0      | 0                | 0                | 0                | 0                     | 0                     | 0                     | 1     | 0     | 0      |
| F. C. Copenhague Dinamarca    | 1.ª           | 2022-23       | 4     | 0     | 0      | 2                | 1                | 0                | 2                     | 0                     | 0                     | 8     | 1     | 0      |
| SønderjyskE Fodbold Dinamarca | 2.ª           | 2022-23       | 12    | 4     | 1      | 2                | 1                | 0                | —                     | —                     | —                     | 14    | 5     | 1      |
| SønderjyskE Fodbold Dinamarca | Total club    | Total club    | 12    | 4     | 1      | 2                | 1                | 0                | 0                     | 0                     | 0                     | 14    | 5     | 1      |
| F. C. Copenhague Dinamarca    | 1.ª           | 2023-24       | 27    | 10    | 6      | 3                | 2                | 0                | 11                    | 3                     | 2                     | 41    | 15    | 8      |
| F. C. Copenhague Dinamarca    | 1.ª           | 2024-25       | 6     | 5     | 1      | 0                | 0                | 0                | 6                     | 2                     | 0                     | 12    | 7     | 1      |
| F. C. Copenhague Dinamarca    | Total club    | Total club    | 38    | 15    | 7      | 5                | 3                | 0                | 19                    | 5                     | 2                     | 62    | 23    | 9      |
| Real Sociedad · España        | 1.ª           | 2024-25       | 21    | 3     | 0      | 5                | 0                | 0                | 9                     | 4                     | 0                     | 35    | 7     | 0      |
| Real Sociedad · España        | Total club    | Total club    | 21    | 3     | 0      | 5                | 0                | 0                | 9                     | 4                     | 0                     | 35    | 7     | 0      |
| Total carrera                 | Total carrera | Total carrera | 85    | 27    | 8      | 12               | 4                | 0                | 28                    | 9                     | 2                     | 123   | 38    | 10     |